# Campeonato Paulista de Futebol de 2008
O Campeonato Paulista de Futebol de 2008 foi a 68.ª edição do campeonato organizado pela Federação Paulista de Futebol da principal divisão do futebol paulista. Teve início em 16 de janeiro e encerramento em 4 de maio. Nesta competição, o Palmeiras foi o campeão, após vencer as finais contra a Ponte Preta.
O alviverde derrotou a Ponte Preta nas duas partidas decisivas, com placares de 1 a 0 no primeiro jogo, disputado na cidade de Campinas, no Estádio Moisés Lucarelli, e de 5 a 0, no segundo jogo, disputado em São Paulo, no Estádio Palestra Itália. A vitória expressiva da última partida representou o placar mais dilatado em uma final da história do Campeonato Paulista na era profissional.
O artilheiro do campeonato foi o centroavante Alex Mineiro, também do Palmeiras, com 15 gols marcados, sendo 3 deles no jogo decisivo.
Na mesma competição, o Grêmio Barueri conquistou o título de Campeão do Interior.

## Forma de disputa
O campeonato seguiu o mesmo regulamento de 2007. Houve uma primeira fase, onde todos jogaram contra todos em turno único, com os quatro melhores ao fim desta fase se classificando às semifinais e os quatro últimos sendo rebaixados à série A2 (segunda divisão) do campeonato para o ano de 2009.
Também ao fim da primeira fase, os quatro melhores clubes do "interior" (excluem-se assim os times da Capital e o Santos) que não estiveram nas semifinais disputaram entre si um torneio para determinar o Campeão do Interior. Os jogos foram em sistema de mata-mata, com o melhor colocado do "interior" enfrentando o quarto melhor com o segundo e terceiro jogando entre si.

## Classificação da 1ª Fase do Campeonato Paulista de 2008
| Time | Time           | PG | J  | V  | E | D  | GP | GC | SG  | AP%  |
| --- | -------------- | -- | -- | -- | - | -- | -- | -- | --- | ---- |
| 1 | Guaratinguetá  | 40 | 19 | 13 | 1 | 5  | 27 | 14 | 13  | 70,2 |
| 2 | Palmeiras      | 40 | 19 | 12 | 4 | 3  | 36 | 16 | 20  | 70,2 |
| 3 | São Paulo      | 38 | 19 | 11 | 5 | 3  | 31 | 22 | 9   | 66,7 |
| 4 | Ponte Preta    | 35 | 19 | 10 | 5 | 4  | 36 | 23 | 13  | 61,4 |
| 5 | Corinthians    | 33 | 19 | 9  | 6 | 4  | 24 | 15 | 9   | 57,9 |
| 6 | Grêmio Barueri | 32 | 19 | 10 | 2 | 7  | 34 | 24 | 10  | 56,1 |
| 7 | Santos         | 31 | 19 | 9  | 4 | 6  | 28 | 23 | 5   | 54,4 |
| 8 | Mirassol       | 29 | 19 | 9  | 2 | 8  | 29 | 28 | 1   | 50,9 |
| 9 | Noroeste       | 29 | 19 | 8  | 5 | 6  | 29 | 23 | 6   | 50,9 |
| 10 | Portuguesa     | 28 | 19 | 7  | 7 | 5  | 21 | 17 | 4   | 49,1 |
| 11 | Ituano         | 26 | 19 | 8  | 2 | 9  | 24 | 32 | -8  | 45,6 |
| 12 | Paulista       | 25 | 19 | 7  | 4 | 8  | 24 | 24 | 0   | 43,9 |
| 13 | Bragantino     | 25 | 19 | 7  | 4 | 8  | 26 | 27 | -1  | 43,9 |
| 14 | Marília        | 22 | 19 | 7  | 1 | 11 | 21 | 20 | 1   | 38,6 |
| 15 | São Caetano    | 20 | 19 | 5  | 5 | 9  | 16 | 30 | -14 | 35,1 |
| 16 | Guarani        | 19 | 19 | 5  | 4 | 10 | 20 | 31 | -11 | 33,3 |
| 17 | Juventus-SP    | 17 | 19 | 4  | 5 | 10 | 21 | 36 | -15 | 29,8 |
| 18 | Rio Preto      | 15 | 19 | 4  | 3 | 12 | 16 | 28 | -12 | 26,3 |
| 19 | Sertãozinho    | 15 | 19 | 4  | 3 | 12 | 16 | 30 | -14 | 26,3 |
| 20 | Rio Claro      | 13 | 19 | 3  | 4 | 12 | 16 | 32 | -16 | 22,8 |
| PG - pontos ganhos; J - jogos; V - vitórias; E - empates; D - derrotas; GP - gols pró; GC - gols contra; SG - saldo de gols; AP - aproveitamento em porcentagem |                |    |    |    |   |    |    |    |     |      |

|  |                                                |
|  | Classificação às semifinais                    |
|  | Classificação ao torneio "Campeão do Interior" |
|  | Rebaixamento à Série A2 2009                   |

## Fase final
|  | Semifinais    | Semifinais  | Semifinais | Semifinais |   |           | Final | Final | Final | Final |
|  |               |             |            |            |   |           |       |       |       |       |
|  | São Paulo     | 2           | 0          | 2          |   |           |       |       |       |       |
|  | Palmeiras     | 1           | 2          | 3          |   |           |       |       |       |       |
|  | Palmeiras     | 1           | 2          | 3          |   | Palmeiras | 1     | 5     | 6     |       |
|  |               |             |            |            |   | Palmeiras | 1     | 5     | 6     |       |
|  |               | Ponte Preta | 0          | 0          | 0 |           |       |       |       |       |
|  | Ponte Preta   | Ponte Preta | 0          | 0          | 0 | 1         | 2     | 3     |       |       |
|  | Ponte Preta   |             |            |            |   | 1         | 2     | 3     |       |       |
|  | Guaratinguetá | 0           | 1          | 1          |   |           |       |       |       |       |

### Semifinais
Jogos de ida: 12 de abril / 13 de abril

Jogos de volta: 19 de abril / 20 de abril
| Time 1        | Total | Time 2      | ida | volta |
| ------------- | ----- | ----------- | --- | ----- |
| Guaratinguetá | 1-3   | Ponte Preta | 0-1 | 1-2   |
| Palmeiras     | 3-2   | São Paulo   | 1-2 | 2-0   |

O time à esquerda joga a partida de volta como mandante.

### Final
Jogo de ida: 27 de abril

Jogo de volta: 4 de maio
| Time 1    | Total | Time 2      | ida | volta |
| --------- | ----- | ----------- | --- | ----- |
| Palmeiras | 6-0   | Ponte Preta | 1-0 | 5-0   |

O time à esquerda joga a partida de volta como mandante.

## A campanha do campeão
- 17/1 - Palmeiras 3 x 1 Sertãozinho
- 20/1 - Santos 0 x 0 Palmeiras
- 23/1 - Marília 0 x 1 Palmeiras
- 26/1 - Palmeiras 2 x 2 Mirassol
- 30/1 - Palmeiras 0 x 1 Ituano
- 2/2  - Noroeste 1 x 0 Palmeiras
- 6/2  - Palmeiras 0 x 3 Guaratinguetá
- 9/2  - Palmeiras 3 x 1 Guarani
- 16/2 - Juventus 0 x 4 Palmeiras
- 20/2 - Rio Claro 1 x 1 Palmeiras
- 23/2 - Palmeiras 1 x 1 Rio Preto
- 2/3  - Corinthians 0 x 1 Palmeiras
- 9/3  - Bragantino 2 x 5 Palmeiras
- 12/3 - Palmeiras 2 x 1 Ponte Preta
- 16/3 - Palmeiras 4 x 1 São Paulo
- 22/3 - Paulista 0 x 2 Palmeiras
- 26/3 - Palmeiras 1 x 0 Portuguesa
- 29/3 - Palmeiras 3 x 1 São Caetano
- 6/4  - Barueri 0 x 3 Palmeiras

Semifinais:
- 13/4 - São Paulo 2 x 1 Palmeiras
- 20/4 - Palmeiras 2 x 0 São Paulo

## jogo de ida
| 27 de abril de 2008 | Ponte Preta | 0–1   | Palmeiras  | Moisés Lucarelli, Campinas, SP                                        |
| 16:00               |             | Ficha | Kléber 20' | Público: 19 111 Renda: R$ 663.643,00 Árbitro: Luiz Flávio de Oliveira |

Ponte Preta: Aranha; Raulen (Giuliano), João Paulo, Jean e Vicente; Deda, Bilica e Ricardo Conceição; Luiz Ricardo, Danilo Nico (Leandro) e Wanderley (Marcelo Soares). Técnico: Sérgio Guedes
Palmeiras: Marcos, Elder Granja, Gustavo, Henrique e Leandro; Pierre, Wendel, Diego Souza e Valdívia (Denílson); Kléber (Lenny) e Alex Mineiro (Makelele). Técnico: Vanderlei Luxemburgo

## jogo de volta
| 4 de maio de 2008 | Palmeiras                                                         | 5–0   | Ponte Preta | Palestra Itália, SP                                                     |
| 16:00             | Ricardo Conceição 19' · Alex Mineiro 34', 75', 77' · Valdivia 73' | Ficha |             | Público: 27 927 Renda: R$ 1.433.350,00 Árbitro: Cleber Wellington Abade |

Palmeiras: Marcos (Diego Cavalieri), Elder Granja, Gustavo, Henrique e Leandro; Pierre, Martínez, Diego Souza e Valdívia; Kléber (Denílson) e Alex Mineiro (Lenny). Técnico: Vanderlei Luxemburgo
Ponte Preta: Aranha; Eduardo Arroz, João Paulo, César e Vicente; Deda, Ricardo Conceição, Elias (Giuliano) e Renato; Luís Ricardo e Leandro (Wanderley). Técnico: Sérgio Guedes
| Campeonato Paulista de 2008    |
| ------------------------------ |
| PALMEIRAS Campeão (22º título) |

## Campeão do Interior

### Semifinais
Jogos de ida: 12 de abril / 13 de abril

Jogos de volta: 19 de abril / 20 de abril
| Time 1          | Total | Time 2   | ida | volta |
| --------------- | ----- | -------- | --- | ----- |
| Grêmio Barueri¹ | 5-5   | Ituano   | 2-2 | 3-3   |
| Mirassol        | 1-2   | Noroeste | 0-1 | 1-1   |

O time à esquerda joga a partida de volta em casa.

¹ - O Grêmio Barueri se classificou para a final por ter melhor campanha do que o Ituano.

### Final
Jogo de ida: 26 de abril

Jogo de volta: 3 de maio
| Time 1         | Total | Time 2   | ida | volta |
| -------------- | ----- | -------- | --- | ----- |
| Grêmio Barueri | 6-1   | Noroeste | 2-1 | 4-0   |

O time à esquerda joga a partida de volta em casa.
| Campeão do Interior de 2008 |
| --------------------------- |
| Grêmio Barueri 1º título    |

## Premiação
| Campeão Paulista de 2008 |
| São Paulo                |
| ------------------------ |
| PALMEIRAS (22.º título)  |

## Principais artilheiros
| Gols | Jogador        | Clube          |
| ---- | -------------- | -------------- |
| 15   | Alex Mineiro   | Palmeiras      |
| 13   | Kléber Pereira | Santos         |
| 11   | Adriano        | São Paulo      |
| 11   | Pedrão         | Grêmio Barueri |
| 10   | Borges         | São Paulo      |
| 10   | Otacílio Neto  | Noroeste       |
| 9    | Alex Afonso    | Ituano         |
| 9    | Neto Baiano    | Paulista       |
| 9    | Valdivia       | Palmeiras      |
| 9    | Xuxa           | Mirassol       |

## Seleção do campeonato
| Posição          | Jogador              | Clube       |
| Goleiro          | Aranha               | Ponte Preta |
| Lateral-direito  | Eduardo Arroz        | Ponte Preta |
| Zagueiro         | Henrique             | Palmeiras   |
| Zagueiro         | Miranda              | São Paulo   |
| Lateral-esquerdo | André Santos         | Corinthians |
| Volante          | Pierre               | Palmeiras   |
| Volante          | Léo Lima             | Palmeiras   |
| Meia             | Jorge Valdivia       | Palmeiras   |
| Meia             | Hernanes             | São Paulo   |
| Atacante         | Kléber Pereira       | Santos      |
| Atacante         | Adriano              | São Paulo   |
| Técnico          | Vanderlei Luxemburgo | Palmeiras   |
| ---------------- | -------------------- | ----------- |

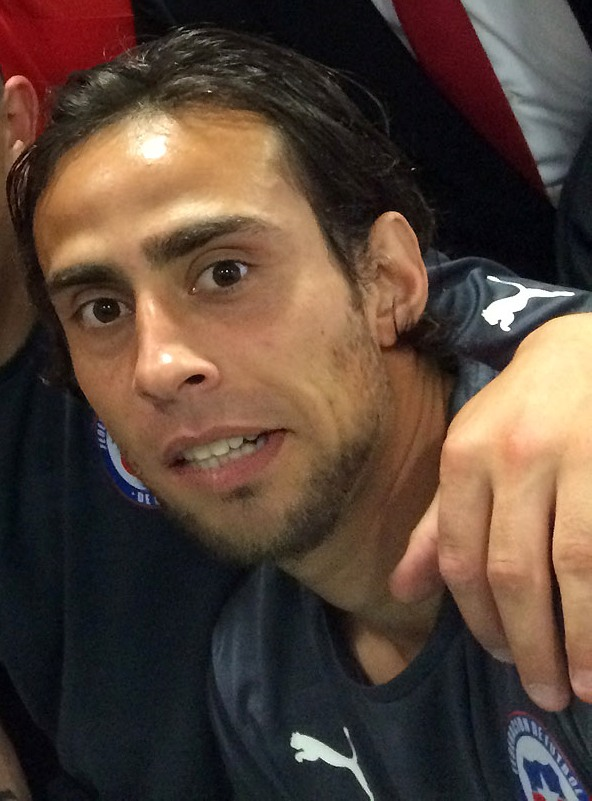
Jorge Valdivia, eleito craque do campeonato

- Craque do Campeonato: Jorge Valdivia (Palmeiras)
- Craque do Interior: Renato Cajá (Ponte Preta)
- Revelação: Dentinho (Corinthians)

Fonte:

## Maiores públicos
| Nº | Público | Mandante    | Placar | Visitante   | Local           | Data            |
| -- | ------- | ----------- | ------ | ----------- | --------------- | --------------- |
| 1  | 48.930  | Corinthians | 0 - 1  | Palmeiras   | Morumbi         | 2 de março      |
| 2  | 41.211  | São Paulo   | 0 - 0  | Corinthians | Morumbi         | 27 de janeiro   |
| 3  | 37.203  | São Paulo   | 2 - 1  | Palmeiras   | Morumbi         | 13 de abril     |
| 4  | 29.037  | Corinthians | 3 - 0  | Guarani     | Morumbi         | 17 de janeiro   |
| 5  | 28.422  | Palmeiras   | 4 - 1  | São Paulo   | Santa Cruz      | 16 de março     |
| 6  | 27.927  | Palmeiras   | 5 - 0  | Ponte Preta | Palestra Itália | 4 de maio       |
| 7  | 27.680  | Palmeiras   | 2 - 0  | São Paulo   | Palestra Itália | 20 de abril     |
| 8  | 25.444  | Sertãozinho | 0 - 0  | Corinthians | Santa Cruz      | 30 de janeiro   |
| 9  | 24.779  | Corinthians | 1 - 1  | Bragantino  | Morumbi         | 17 de fevereiro |
| 10 | 23.033  | Palmeiras   | 1 - 1  | Rio Preto   | Palestra Itália | 23 de fevereiro |